# Commission du titre de séjour
L'article L312-1 du Code de l'entrée et du séjour des étrangers et du droit d'asile, tel qu'il résulte de la loi du 20 novembre 2007, dispose:
Dans chaque département est instituée une commission du titre de séjour composée :

a) D'un maire ou de son suppléant désignés par le président de l'association des maires du département ou, lorsqu'il y a plusieurs associations de maires dans le département, par le préfet en concertation avec celles-ci et, à Paris, du maire, d'un maire d'arrondissement ou d'un conseiller d'arrondissement ou de leur suppléant désigné par le Conseil de Paris ;

b) De deux personnalités qualifiées désignées par le préfet ou, à Paris, le préfet de police.

Le président de la commission du titre de séjour est désigné, parmi ses membres, par le préfet ou, à Paris, le préfet de police.

Dans les départements de plus de 500 000 habitants, une commission peut être instituée dans un ou plusieurs arrondissements.
L'opportunité de supprimer la présence des magistrats a été contestée par le Syndicat de la juridiction administrative, en raison de l'impossibilité pour un magistrat d'examiner la même affaire en tant que membre de la commission puis d'une juridiction, et en raison de la perte d'influence que subiraient les commissions.

## La Commission du titre de séjour dans les faits
Selon le chercheur Alexis Spire, « La seule voie de conciliation, ouverte par l'instauration des commissions du titre de séjour en 1989, est tombée en désuétude dans la plupart des préfectures. » 